# Українець Анатолій Іванович
Українець Анатолій Іванович (1954—2020) — український вчений у галузі харчових технологій, доктор технічних наук (1999), професор (2001), заслужений діяч науки і техніки України (2002).

## Життєпис
Народився 2 жовтня 1954 року на Тернопільщині.
У 1973 p. вступив на підготовче відділення Київського технологічного інституту харчової промисловості (нині — Національний університет харчових технологій), який закінчив у 1979 р.
З 1979 р. працював в університеті в Проблемній науково-дослідній лабораторії на посадах молодшого, старшого та провідного наукового співробітника.
У 1999—2003 рр. — проректор з наукової роботи та міжнародних зв'язків.
У 1999 р. захистив докторську дисертацію на тему «Розроблення технологій та апаратури для подовження терміну зберігання харчових продуктів».
У 2003—2010 рр. та з листопада 2014 по квітень 2020 рр. обіймав посаду ректора Національного університету харчових технологій.
Помер 12 квітня 2020 року.

## Наукова діяльність
Основні наукові інтереси: технології зберігання харчових продуктів та технології отримання продуктів оздоровчого і спеціального призначення.
Автор понад 180 наукових праць, 2 монографій, 90 авторських свідоцтв та патентів на винаходи, 5 підручників. Підготував трьох кандидатів наук.

## Нагороди
- Орден «За заслуги» III ступеня (2004)[1],
- Орден «За заслуги» ІІ ступеня (2008)[2],
- Орден «За заслуги» I ступеня (2017)[3],
- знак «Відмінник освіти України» (2003),
- трудова відзнака Мінагрополітики «Знак Пошани» (2004),
- знак «Петро Могила» (2005),
- орден Христа Спасителя за духовне відродження (2005).